# Porcellio festai
Porcellio festai är en kräftdjursart som beskrevs av Arcangeli1932. Porcellio festai ingår i släktet Porcellio och familjen Porcellionidae. Inga underarter finns listade i Catalogue of Life.